# Los Camisas Negras
Los Camisas Negras fueron una agrupación musical mexicana que gozó de enorme popularidad durante el movimiento del Rock and Roll en México, y que además se le considera como la primera agrupación juvenil del fenómeno musical al darse a conocer sus primeras grabaciones en 1958 antes que el grupo Los Locos del Ritmo.

## Inicios
Black Jeans 1a etapa
La breve pero meteórica carrera de este grupo musical se inicia cuando es conformado en el año de 1956 en el Barrio de La Condesa, Ciudad de México. Fue fundado por los Hermanos Diego (requinto) y Francisco Gonzales de Cossio (batería) quienes en compañía de Roy Walkup (vocalista de origen estadounidense) y de Adrián Cañedo (guitarra) incursionan en el mundo de la música Rock como afición y cuyo campo de acción estaba limitado a fiestas familiares. Para 1957 Roy emigró a los Estados Unidos y Adrian optó por continuar sus estudios de Filosofía en la UNAM. Francisco haría lo propio al abandonar al grupo también por sus estudios. La efímera existencia de esta primera formación no desalentó a los miembros restantes del grupo que consideraron reorganizar al grupo reclutando nuevos elementos.
Black Jeans 2a etapa
Para 1957 la agrupación musical dotada de nuevos elementos estaba conformada por: Norman Myers (vocalista de origen estadounidense), Juan Manuel de Cossio (baterista hermano de Francisco y de Diego), Carlos Loftus (tinacordio, bajo eléctrico) y Diego de Cossio (requinto). Con un repertorio basado en números musicales de artistas americanos de la época consiguieron realizar una grabación en un estudio privado ubicado en la calle de Balderas. Sin embargo a finales de 1957 Norman decide emigrar a los Estados Unidos también, quedando el grupo nuevamente sin vocalista, siendo reemplazado por Ricardo Ivison, quien posteriormente abandonaría el grupo hacia mediados de 1958.

## Los definitivos Black Jeans
A raíz de la salida de Ricardo Ivison, Carlos Loftus decide invitar a quien sería desde ese momento y hasta 1961 cantante de la agrupación, su nombre: César Roel (César Costa). Ya con esta alineación se da el boom de la agrupación que comienza a trascender en los medios estudiantiles a tal grado que son visitados por una gran cantidad de agrupaciones y cantantes del mismo género que se acercan a conocerlos y a compartir su gusto por la música. Sus incursiones en el Teatro y sus breves giras los dotan de renombre. En 1958, actuando como soporte para la novel cantante Emily Cranz lograron una audición para Discos Peerless, bajo la dirección de Francisco "Panchito" González, y del director artístico Fidel Lavista quienes renuentes a realizar las grabaciones accedieron finalmente a grabar "La Batalla de Jerico" y "La Cucaracha", siendo estas las primeras grabaciones de música de Rock and Roll mexicano, o al menos música ya en español. Pero la compañía dedicada a la promoción de su artista principal: Pedro Infante, no veía con optimismo al nuevo género musical, por lo que la promoción del grupo se estancó, sin miras a darle mayor difusión.

## Black Jeans por Camisas Negras
A pesar de la fallida intención de permanecer en Discos Peerless, la suerte no abandona al grupo ya que a partir de la negociación de Guillermo Acosta -promotor de Discos Musart- con la Peerless, se da la transferencia de los muchachos a Musart, esto hacia 1959, además a sugerencia de Guillermo cambian el nombre de Black Jeans a Camisas Negras y les recomienda la inclusión de un pianista para reforzar la lírica de sus interpretaciones. Dicho refuerzo tomó imagen en el hijo de una destacada concertista, llamado Javier de la Cueva quien después de una entrevista y audición terminó por convencer a los integrantes del grupo para incluirlo, pero que también marco el inicio un gran y rotundo éxito en su único Long Play, Javier de la Cueva le dio ese toque que hacia falta, y bajo la gran voz suavecita de César Roel (César Costa), como vocalista.
El único Long Play grabado bajo este sello discográfico les ganó un lugar en las listas de popularidad y en la historia del rock mexicano.
este incluía las versiones de las siguientes canciones:
- El Tigre -The Tiger- (éxito de Fabian) cover
- La Bamba (tradicional mexicana y éxito de Ritchie Valens)
- Mona Lisa (éxito de Nat King Cole)
- Ahora o Nunca -Its now or never-(éxito de Elvis Presley)
- Zapatos de ante azul -Blue Suede Shoes- (éxito de Carl Perkins)
- La Marcha de los Santos (tradicional estadounidense)
- Fiebre -Fever-(éxito de Elvis Presley)
- Tu me perteneces -You belong to me- (The Duprees)
- Oh! no -Oh boy-(éxito de Buddy Holly)
- Que noche pase -C`mon everybody- (éxito de Eddie Cochran)

Dicho LP expandió sus oportunidades para actuar en la televisión, teatro y grabar al menos dos EP más.

## Desintegración 1961
La creciente desazón entre los miembros del grupo - La creciente, larga y exitosa carrera como solista que le esperaba a César Costa, la salida de Carlos Loftus para continuar sus estudios de publicidad, y de Juan Manuel cuando intenta y logra ingresar a la Facultad de Ciencias de la UNAM, sellaron el destino del conjunto al quedar finalmente disuelto en 1961, año en que César audicionó para Discos Orfeón, luego de regresar de un viaje de los Estados Unidos, y de adoptar el apellido del director artístico de Paul Anka: Costa. Diego de Cossio se integraría a Los Sinners (reemplazando a Saturnino "Saty" Guzmán -que había fallecido-) y posteriormente a Los Hermanos Carrión, y Javier de la Cueva se integraría a Los Hooligans.

## Curiosidades
- Los cantantes Leda Moreno y Lalo Carrion, además de Karen, hermana de César participaron en la grabación de su único LP como coros.

- Los suéteres de grecas que "puso de moda" César Costa, en realidad los usó primero Diego de Cossio, ya que Leda Moreno se los obsequió luego de un viaje por Alemania.

- Su único disco LP grabado en 1960 para la marca Musart, está disponible en edición estereofónica, siendo uno de los primeros discos del rock and roll en México con este sonido, casi desconocido en aquel entonces. Esto indica la calidad de grabación.